# École médicale empirique
L'école médicale empirique est une école de pensée de l'Antiquité, active dans l'ensemble de l'empire romain du IIIe siècle av. J.-C. au IVe siècle après J.-C.,. Elle se distingue des écoles de la même époque par l'importance qu'elle donne à l'expérience plutôt qu'à la démonstration et à la théorie.
L'école médicale empirique aurait été fondée par des médecins de la période alexandrine, notamment Sérapion d'Alexandrie et Philinos de Cos. Il s'agit d'une secte médicale, c'est-à-dire d'un groupe de médecins obéissant aux mêmes principes épistémologiques et méthodologiques et adoptant des thérapeutiques communes, et qui entretiennent des relations polémiques avec les autres écoles médicales contemporaines.

## Doctrine et méthode scientifique
Les médecins empiriques sont considérés comme des sceptiques sur le plan théorique. Ils considèrent qu'il n'est pas nécessaire pour le médecin d'avoir des connaissances physiques ou physiologiques ni de s'appuyer sur une conception préalable de la nature du corps ou de la maladie pour pratiquer la médecine. Méthodologiquement parlant, les médecins empiriques refusent l'usage de procédures dialectiques de type dogmatique comme la démonstration fondée sur des axiomes, et toutes les inférences analogiques c'est-à-dire permettant de remonter des phénomènes visibles jusqu'à leurs causes cachées. Ils remplacent ces procédures rationnelles par d'autres, plus conformes à leurs présupposés épistémiques : l'observation phénoménale directe (autopsia), le recours à la mémoire des observations passées (mnèmè), et les récits antérieurs d'observations faites par des autorités fiables (historia). Cet ensemble observation-mémoire-récit est appelé trépied empirique. Les empiriques passent ainsi pour avoir proposé une conception de la médecine non pas comme une science au sens platonico-aristotélicien du terme, mais comme une expérience méthodique (empeiria).
Les empiriques remplacent l'usage des inférences analogiques par d'autres types d'inférences qui, au lieu de remonter du visible au caché, se contentent d'associer entre eux des éléments observables soit maintenant soit à un autre moment antérieur. Ces inférences non analogiques sont appelées épilogismes (epilogismos).

Galien donne de nombreux exemples expliquant la différence entre épilogisme et analogie, notamment dans son traité De l'expérience médicale. 
Si vous considérez maintenant la question posée concernant quelqu'un souffrant d'insomnie, à savoir quelle est la raison pour laquelle l'insomnie et le perpétuel mauvais sommeil deviennent si sérieux et sévères qu'on est incapable de dormir nuit et jour, vous verrez le dogmatique s'appliquer à considérer la nature du sommeil et de la veille et chercher ce qui advient au souffle à l'intérieur du corps pour qu'il soit affecté par chacune de ces choses. Mais vous verrez que le partisan de la mémoire et de l'observation, quand il dit "si quelqu'un ne peut pas dormir ni jour ni nuit c'est très mauvais signe", prend une chose évidente comme cause et dit : c'est parce que l'insomnie de cet homme vient de la douleur et de l'épuisement, ou indique qu'il souffre de phrénitis (De l'exp. médicale, XXV, [9]). 

## Sources historiques
On connaît la doctrine des médecins empiriques par de nombreuses sources indirectes. Les témoignages les plus importants se trouvent chez Sextus Empiricus et chez Galienainsi que chez Celse. L'ensemble des fragments et citations que l'on peut leur attribuer a été réuni par Karl Deichgräber (en) dans une anthologie qui reste à ce jour l'ouvrage de référence concernant cette école.  